# Dating Daisy
Dating Daisy ist eine Dramedy-Fernsehserie im Ersten. Die erste Staffel mit 16 Folgen à 25 Minuten ging am 10. Oktober 2014 auf Sendung und lief freitags um 18.45 Uhr und um 19.10 Uhr im Ersten.

## Besetzung
Die Hauptrollen spielen Tina Amon Amonsen, Leonie Brandis, Manuel Cortez und Steffen Groth.

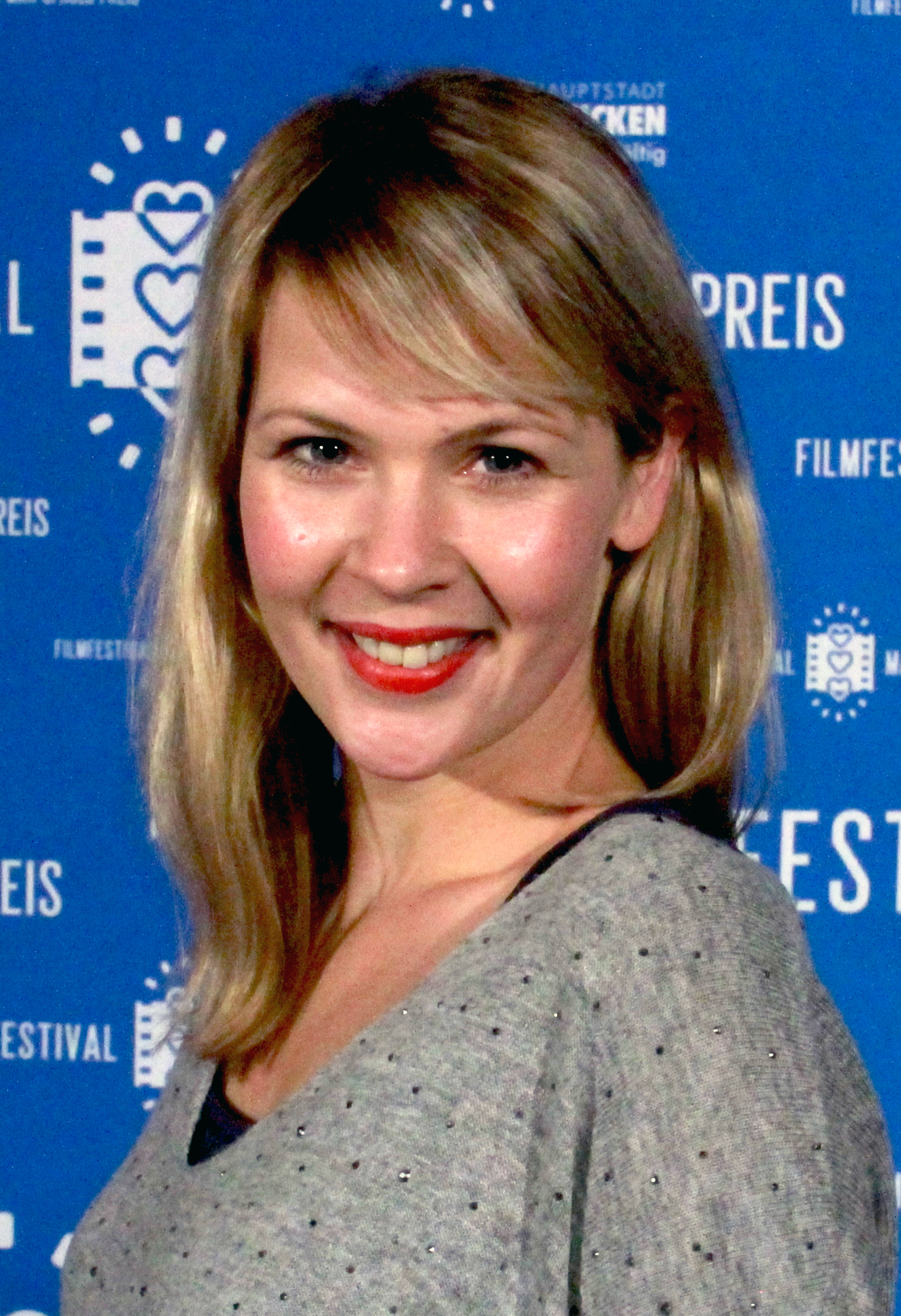
Tina Amon Amonsen (2015)
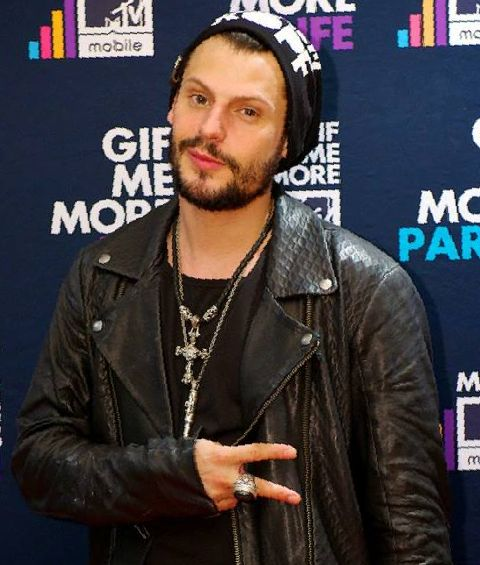
Manuel Cortez (2013)
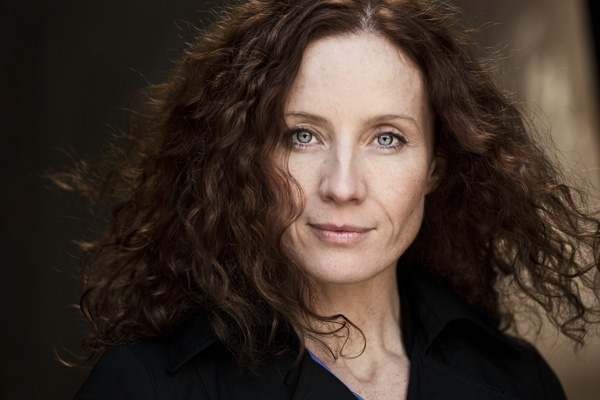
Jutta Fastian (2011)
Martin Neuhaus (2009)

## Handlung
Daisy (Tina Amon Amonsen) ist Anfang dreißig, als sie ihren Ehemann Antonio (Manuel Cortez) nach 13 glücklichen Ehejahren in flagranti mit ihrer neuen Arbeitskollegin erwischt. Das hat Konsequenzen! Daisy schmeißt den Untreuen aus ihrem Leben und stellt sich dem neuen Dasein als Single. Überhaupt muss das ganze Leben neu geordnet werden, doch einen Plan hat sie nicht. Zum Glück gibt es aber Carla (Leonie Brandis), ihre beste Freundin, die mit ihr gemeinsam als Krankenschwester arbeitet und beruflich wie privat sowohl gute Nerven, als auch gute Ideen hat. Mit Carlas moralischer Unterstützung wirft sich Daisy zurück auf den Singlemarkt und auch ein neues Zuhause ist schnell gefunden. Bis die Bruchbude, die Daisy von ihrem letzten Geld kauft, allerdings bewohnbar ist, braucht es noch viel Zeit und Nerven. Zum Glück kracht der sympathische wie ansehnliche Handwerker Markus (Steffen Groth) in ihr Leben und spontan in ihr Herz. Allerdings hat Markus einen echten Makel, der sich nicht wegdiskutieren lässt.
So leicht lässt Daisy sich aber nicht entmutigen. Sie macht sich auf die Pirsch. Hat Dates, erlebt Enttäuschungen, Desaster und echte Highlights. Auf ihrer Suche nach der großen neuen Liebe geht es turbulent zu.
„Neuanfänge, Autounfälle, einstürzende Häuserwände, jede Menge Frösche, ein Ex-Mann, der immer mal wieder auftaucht, und ein Traumprinz: Das volle, pralle, zum Weinen schöne Leben wartet auf Daisy“, so bewirbt DasErste die neue Serie.

## Episoden

### Staffel 1
| Nr. (ges.) | Nr. (St.) | Originaltitel                                           | Erstausstrahlung D | Regie         |
| ---------- | --------- | ------------------------------------------------------- | ------------------ | ------------- |
| 1          | 1         | Regel Nr. 1: Sexy Handwerker erleichtern den Neuanfang! | 10. Okt. 2014      | Züli Aladag   |
| 2          | 2         | Regel Nr. 2: Schlag Dir Mr. Darcy aus dem Kopf!         | 17. Okt. 2014      | Züli Aladag   |
| 3          | 3         | Regel Nr. 3: Date niemals mit leerem Magen!             | 17. Okt. 2014      | Züli Aladag   |
| 4          | 4         | Regel Nr. 4: Ist der Sex zu gut, frag dich warum!       | 24. Okt. 2014      | Züli Aladag   |
| 5          | 5         | Regel Nr. 5: Schütze deinen Rantanplan!                 | 24. Okt. 2014      | Martin Busker |
| 6          | 6         | Regel Nr. 6: Niemals an den Ex denken!                  | 31. Okt. 2014      | Martin Busker |
| 7          | 7         | Regel Nr. 7: Vorsicht vor Kobras!                       | 31. Okt. 2014      | Martin Busker |
| 8          | 8         | Regel Nr. 8: Erst Scheidung, dann sägen ...!            | 7. Nov. 2014       | Martin Busker |
| 9          | 9         | Regel Nr. 9: Gib Speed-Dating eine Chance!              | 7. Nov. 2014       | Ariane Zeller |
| 10         | 10        | Regel Nr. 10: Lass deine kleine Schwester zu Hause!     | 14. Nov. 2014      | Ariane Zeller |
| 11         | 11        | Regel Nr. 11: Hände weg von Schoko-Schnittchen!         | 14. Nov. 2014      | Ariane Zeller |
| 12         | 13        | Regel Nr. 12: Lass niemals deine Eier zählen!           | 21. Nov. 2014      | Ariane Zeller |
| 13         | 13        | Regel Nr. 13: Tu deinem Ex bloß keinen Gefallen!        | 21. Nov. 2014      | Ariane Zeller |
| 14         | 14        | Regel Nr. 14: Familie geht (fast) immer vor!            | 28. Nov. 2014      | Ariane Zeller |
| 15         | 15        | Regel Nr. 15: Gehe niemals mit „Fieber“ aus dem Haus!   | 28. Nov. 2014      | Ariane Zeller |
| 16         | 16        | Regel Nr. 16: Lass dich überraschen!                    | 12. Dez. 2014      | Ariane Zeller |

## Hintergrund
Die Drehbücher schrieben Fabian Hebestreit (Headautor), Benjamin Karalic und Florian Schumacher. Regie: Züli Aladag (Folge 1–4), Martin Busker (Folge 5–8) und Ariane Zeller (Folge 9–16). Produziert wird Dating Daisy von der ndF Berlin GmbH (Produzentin: Nataly Kudiabor) im Auftrag der ARD Werbung für DasErste (Redaktion: Daniela Boehm – Bayerischer Rundfunk).

## Rezeption
Während die Berliner Zeitung Dating Daisy in einer Rezension als „sehenswerte Serie im Vorabend“ lobt, sieht die Frankfurter Rundschau die Serie als „neuen Tiefpunkt im ARD-Vorabendprogramm“.

## Quoten
Die Serie startete mit Werten von 760.000 Zuschauern (Marktanteil bei den 14- bis 49-Jährigen 4,0 %) und blieb in den weiteren Folgen auf diesem Niveau 2. Folge: 0,74 Mio. (3,6 % MA); 3. Folge: 0,80 Mio. (3,5 % MA).